# Debrah Scarlett
Joanna Deborah Bussinger (Basilea, Suiza, 20 de julio de 1993), más conocida como Debrah Scarlett, es una cantante noruego-suiza que representó a Noruega en el Festival de la Canción de Eurovisión 2015 junto al artista Mørland con la canción «A Monster Like Me».

## Biografía
Scarlett nació en Basilea, hija de padres noruegos. La familia se trasladó a Nittedal, Noruega, de donde eran originarios, cuando tenía seis años. Posteriormente, a la edad de diez, regresó a Suiza.
En el Festival de la Canción de Eurovisión 2015, celebrado en Viena, Austria, Scarlett y Mørland quedaron en octava posición, con un total de 102 puntos.